# Matsutempel van Fan Ling
De Matsutempel van Fan Ling ligt in Lung Yeuk Tau, Fan Ling, New Territories, Hongkong. De tempel is gewijd aan de Chinese godin der zee, Matsu. Op 15 november 2002 werd het gebouw een beschermd Hongkongs erfgoed. In de tempel staat een groot en een klein beeld van Matsu. Het grote staat op het altaar, het kleine wordt gebruikt bij parades. Op feestdagen van deze godin wordt het kleine beeld in een soort draagstoel door de straten gedragen. De tempel bevat ook twee bronzen klokken die in 1695 vervaardigd zijn.

## Geschiedenis
De datering van de bouw van de tempel is niet zeker. De dorpsoudsten twijfelen tot nu nog steeds of de datum die hun vader hen verteld had klopt; ze verschillen namelijk. De belangrijkste functie van de tempel was voor de meeste mensen hier om de godin de smeken om de geboorte van een zoon, de stamhouder. Een andere belangrijk ding waarom gesmeekt werd, was dat de zoon kon slagen voor zijn ambtenarenexamen. In 1913 werd de tempel voor het eerst grondig gerestaureerd.